# Уоллард, Ли
Ли Уо́ллард (англ. Lee Wallard; 8 сентября 1911, Скенектади, штат Нью-Йорк — 28 ноября 1963, Сент-Питерсберг, Флорида) — американский автогонщик, пилот Champ Car, победитель двух гонок этой серии (в том числе — 500 миль Индианаполиса 1951).

## Биография
Уоллард родился в Скенектади, штат Нью-Йорк, был младшим сыном Питера Уолларда и Анны Уоллард (в девичестве Теллер). Он начал гонять в 1935 году, регулярно выступая на треке полумиля Altamont Speedway, где был знаменитым участником гонок  впервые принял участие в гонках AAA Championship на "Syracuse 100" в 1941 году. В ходе карьеры он также получил серию травм в течение многих лет. В 1936 году он сломал лопатки и ключицу, а также получил ожоги, скользя на спине по асфальту.
Уоллард принял участие в 46 гонках национальной серии AAA с 1941 по 1954 годы, из которых выиграл шесть. С 1948 по 1951 год он четыре раза участвовал в гонке 500 миль Индианаполиса, выиграл гонку в 1951 году и таким образом попал в список победителей Формулы-1, так как 500 миль Индианаполиса были частью Чемпионата мира с 1950 по 1960 год. Через четыре дня после победы он серьезно пострадал в спринт-кар гонки на грязевом треке Рединге (Пенсильвания).Его автомобиль загорелся на прямом участке дороги, и он получил серьезные ожоги. Ему понадобилось 37 трансплантаций кожи. Потом он попытался продолжить свою гоночную карьеру, но уже не был достаточно конкурентоспособным.
После ухода на пенсию он открыл ресторан на автостраде и попытался стать инструктором по гонкам. Он умер в 1963 году от сердечного приступа, всего через 12 с половиной лет после его знаменитой победы в Индианаполисе. Его женой была Дороти Валлард, с которой он поженился 8 января 1940 года в Эрнандо (Флорида).В браке у них родились две дочери.

## 500 миль Индианаполиса
| Год   | Машина | Старт | Кв.     | Позиция | Финиш | Круги | Лидер |  |
| ----- | ------ | ----- | ------- | ------- | ----- | ----- | ----- |  |
| 1948  | 91     | 28    | 128,420 | 5       | 7     | 200   | 0     |  |
| 1949  | 6      | 20    | 128,912 | 7       | 23    | 55    | 19    |  |
| 1950  | 8      | 23    | 132,436 | 5       | 6     | 136   | 0     |  |
| 1951  | 99     | 2     | 135,039 | 5       | 1     | 200   | 159   |  |
| 1954  | 99     | -     | -       | -       | -     | -     | -     |  |
| Итого | Итого  | Итого | Итого   | Итого   | Итого | 591   | 178   |  |

| Старт      | 4 |
| Поул       | 0 |
| Первый ряд | 1 |
| Победа     | 1 |
| Top 5      | 1 |
| Top 10     | 3 |

## Выступления вФормуле-1(Indy 500)
| Легенда к таблице |                                                                    |
| --- | ------------------------------------------------------------------ |
| В таблице перечислены результаты всех Гран-при Формулы-1, в которых принимал участие гонщик. Строками таблицы являются сезоны, столбцами — этапы чемпионата мира. В каждой клетке указаны сокращённое название этапа и результат, дополнительно обозначенный цветом. Расшифровка обозначений и цветов представлена в нижеследующей таблице. |                                                                    |
| \| Пример \| Описание \| \| ------------ \| ------------------------------------------------------------------ \| \| 1 \| Победитель \| \| 2 \| Второе место \| \| 3 \| Третье место \| \| 5 \| Финишировал, заработав очки \| \| Сход \| Не финишировал, но при этом заработал очки \| \| 12 \| Финишировал, не получив очков \| \| НКЛ \| Финишировал, но не попал в финальную классификацию \| \| 15 \| Участвовал вне зачёта, либо по отдельной классификации \| \| 18 \| Не финишировал, но попал в финальную классификацию \| \| Сход \| Не финишировал \| \| НКВ \| Не прошёл квалификацию \| \| НПКВ \| Не прошёл предквалификацию \| \| ДСК \| Дисквалифицирован \| \| ИСК \| Исключён из протокола соревнований \| \| ТТ \| Заявлен для участия только в тренировках \| \| НС \| Участвовал в квалификации, но не стартовал в гонке \| \| Т \| Травмирован или болен \| \| ОТК \| Отказ от участия \| \| НТР \| Прибыл на соревнования, но на трассу не выезжал \| \| НПР \| Был заявлен в числе участников, но не прибыл к началу соревнований \| \| О \| Соревнования отменены \| \| \| Не участвовал \| \| Поул-позиция \| \| \| Быстрый круг \| \| |                                                                    |
| Пример | Описание                                                           |
| 1 | Победитель                                                         |
| 2 | Второе место                                                       |
| 3 | Третье место                                                       |
| 5 | Финишировал, заработав очки                                        |
| Сход | Не финишировал, но при этом заработал очки                         |
| 12 | Финишировал, не получив очков                                      |
| НКЛ | Финишировал, но не попал в финальную классификацию                 |
| 15 | Участвовал вне зачёта, либо по отдельной классификации             |
| 18 | Не финишировал, но попал в финальную классификацию                 |
| Сход | Не финишировал                                                     |
| НКВ | Не прошёл квалификацию                                             |
| НПКВ | Не прошёл предквалификацию                                         |
| ДСК | Дисквалифицирован                                                  |
| ИСК | Исключён из протокола соревнований                                 |
| ТТ | Заявлен для участия только в тренировках                           |
| НС | Участвовал в квалификации, но не стартовал в гонке                 |
| Т | Травмирован или болен                                              |
| ОТК | Отказ от участия                                                   |
| НТР | Прибыл на соревнования, но на трассу не выезжал                    |
| НПР | Был заявлен в числе участников, но не прибыл к началу соревнований |
| О | Соревнования отменены                                              |
| | Не участвовал                                                      |
| Поул-позиция |                                                                    |
| Быстрый круг |                                                                    |

| Сезон | Команда               | Шасси        | Двигатель          | Ш | 1   | 2       | 3     | 4   | 5   | 6   | 7   | 8   | 9   | Место | Очки |
| ----- | --------------------- | ------------ | ------------------ | - | --- | ------- | ----- | --- | --- | --- | --- | --- | --- | ----- | ---- |
| 1950  | Blue Crown Spark Plug | Moore        | Offenhauser 4.5 L4 | F | ВЕЛ | МОН     | 500 6 | ШВА | БЕЛ | ФРА | ИТА |     |     | —     | 0    |
| 1951  | Belanger Motors       | Kurtis Kraft | Offenhauser 4.5 L4 | F | ШВА | 500 1   | БЕЛ   | ФРА | ВЕЛ | ГЕР | ИТА | ИСП |     | 7     | 9    |
| 1954  | Belanger Motors       | Kurtis Kraft | Offenhauser 4.5 L4 | F | АРГ | 500 НКВ | БЕЛ   | ФРА | ВЕЛ | ГЕР | ШВА | ИТА | ИСП | —     | 0    |

## Примечание
1. 1 2 3  Leland R. “Lee” Wallard (1910-1963) - Find a... (англ.). www.findagrave.com. Дата обращения: 20 апреля 2023. Архивировано 20 апреля 2023 года.
2. ↑  Lee Wallard. www.champcarstats.com. Дата обращения: 20 апреля 2023. Архивировано 20 апреля 2023 года.
3. ↑  Altamont, New York - Local Driver Wins Indianpolis 500. web.archive.org (5 марта 2012). Дата обращения: 20 апреля 2023. Архивировано из оригинала 5 марта 2012 года.
4. ↑  Reading Eagle - Поиск в архиве Google Новостей. news.google.com. Дата обращения: 20 апреля 2023. Архивировано 20 апреля 2023 года.
5. ↑  Lee Wallard Indy 500 Race Stats. Дата обращения: 3 января 2007. Архивировано из оригинала 7 октября 2007 года.